# Kırıkkale (stad)
Kırıkkale is een stad in Turkije en de hoofdstad van de gelijknamige provincie Kırıkkale. De stad ligt 80 kilometer ten oosten van Ankara en heeft ongeveer 283.053 inwoners.
De stad ligt aan veel belangrijke verkeersaders en ontwikkelt zich sinds het begin van de twintigste eeuw tot een belangrijk industrieel centrum. Langs Kırıkkale stroomt de rivier Kızılırmak. In de buurt van de stad ligt het Celal Bayar Park.
Kırıkkale is sinds 1992 een universiteitsstad.
De stad staat bekend om haar vele fabrieken, waaronder enkele waar wapens en ander materieel wordt vervaardigd. Daarnaast is Kırıkkale de thuisbasis van de Centraal-Anatolische Kırıkkale-raffinaderij, een van de vijf raffinaderijen van Turkije. Ook is er een wapenmuseum te vinden.